# Yamaha CS6x
De Yamaha CS6x is een digitale synthesizer ontworpen en geproduceerd door Yamaha in 1999.

## Beschrijving
De CS6x speelde in op de trend van trancemuziek eind jaren 90 en biedt naast AWM2-klanksynthese ook sampling en enkele functies van de Yamaha AN1x. Het is mogelijk om met draaiknoppen op het voorpaneel de klank direct aan te passen. Er zijn knoppen met een vrij toewijsbare functie, en men kan met de scene-functie een overgang creëren tussen twee klanken. Er is een polyfonie van 64 stemmen en een arpeggiator met 128 patronen.
De synthesizer heeft 256 presetklanken en 128 klanken die ingesteld kunnen worden door de gebruiker. Dit aantal kan uitgebreid worden via een SmartMedia-sleuf voor externe geheugenkaartjes. Het instrument heeft 20 multitimbrale kanalen, 16 kanalen via MIDI en 4 aanvullend. Het klavier heeft 61 toetsen en is aanslaggevoelig en heeft aftertouch.
Het apparaat kan worden uitgebreid met maximaal twee Plug-In Expansion Boards, die extra polyfonie, klanken en effecten toevoegen. Zo is er bijvoorbeeld de PLG150-AN, die functies biedt van de AN1x, en de PLG150-DX, met klanken van de DX7.
Met de ingebouwde sampler is het mogelijk samples op te nemen of in te laden in een samplegeheugen van 4 megabyte. Er kunnen zogeheten "phrase clips" worden aangemaakt, die gebruikt kunnen worden als loop of sequence.
De Yamaha CS6r verscheen als soundmodule. Het apparaat bevat dezelfde functies als de CS6x, maar draaikoppen en de scene-functie ontbreken.
Bekende muzikanten die de CS6x hebben gebruikt zijn onder meer Faithless en Depeche Mode.